# الدينتي

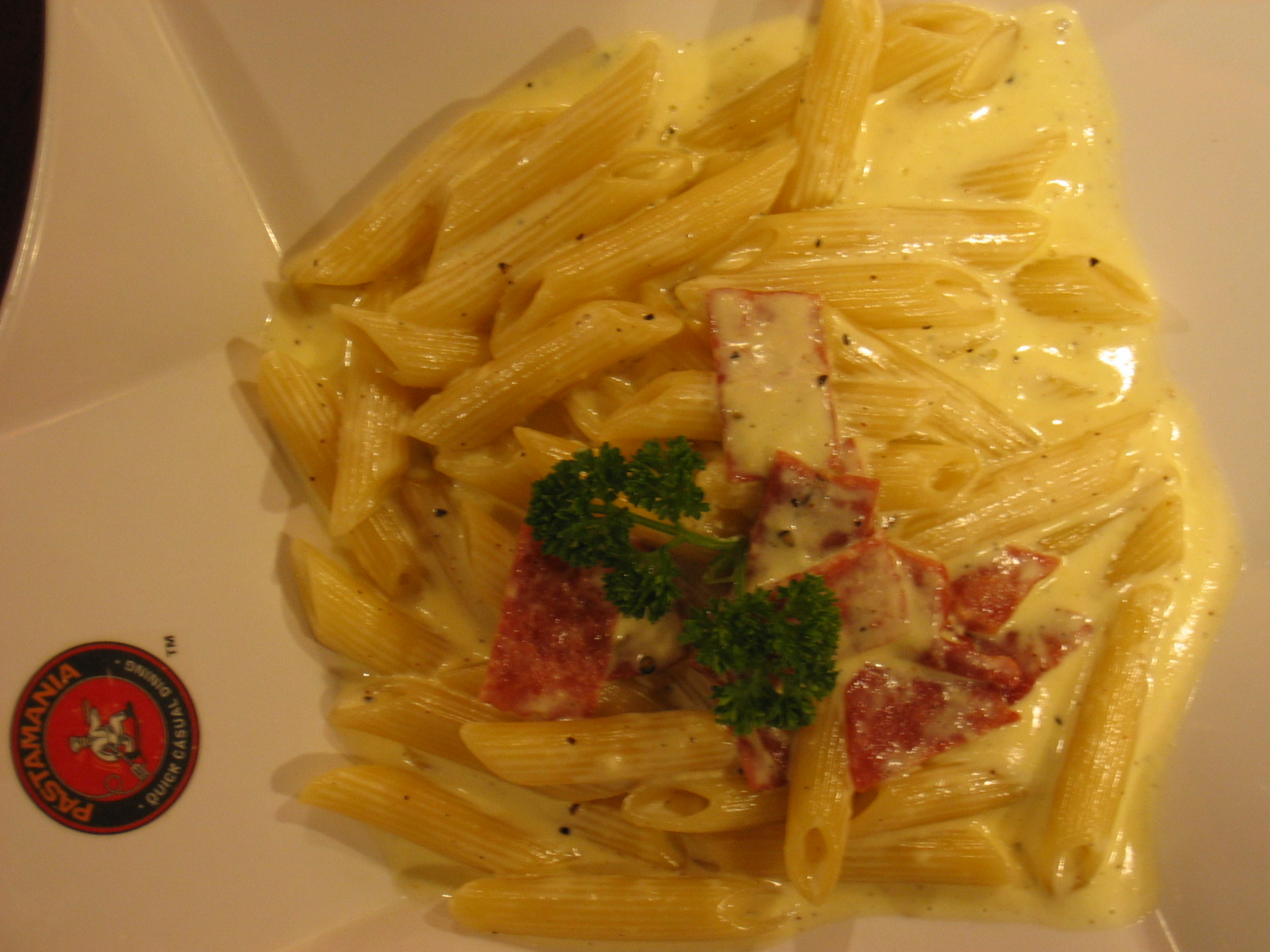

الدينتي (/ælˈdɛnteɪ/ هو مصطلح إيطالي لقياس درجة طهي الباستا بشكل رئيسي بالإضافة إلى الخضار والأرز[ ؟ ] كذلك. يصف هذا المصطلح درجة طهي الأطعمة حيث لا تكون مطهوة بشكل كامل فيكون هناك قرشة في الباستا والأرز الخضراوات المختلفة. الباستا المطهوة الدينتي لها نسبة اقل من مؤشر جلايسيمي	من تلك الباستا المطهوة بشكل كامل.